# 돛양태과
돛양태과(Callionymidae)는 실고기목에 속하는 조기어류과의 하나이다. 이전에는 농어목으로 분류했지만, 현재는 실고기목으로 분류한다. 학명은 "이쁘다"(beautiful)라는 의미의 그리스어 "칼리스"(kallis)와 "이름"(name)이라는 의미의 "오니마"(onyma)의 합성어에서 유래했다. 인도-태평양 서부 지역의 열대 수역에서 주로 발견된다. 춤양태(R. huguenini)와 날돛양태(R. beniteguri), 돛양태(R. lunatus), 민양태(E. mirabilis), 도화양태(F. altivelis), 꽁지양태(C. japonicus), 남방돛양태(B. kaianus) 등을 포함하고 있다.

## 하위 속
돛양태과는 다음과 같이 분류한다.
- Anaora
- Bathycallionymus - 남방돛양태(Bathycallionymus kaianus) 포함.
- Callionymus
- Calliurichthys - 꽁지양태(Calliurichthys japonicus) 포함.
- Dactylopus
- Diplogrammus
- Draculo
- Eleutherochir - 민양태(Eleutherochir mirabilis) 포함.
- Eocallionymus
- Foetorepus - 도화양태(Foetorepus altivelis) 포함.
- Minysynchiropus
- Paracallionymus
- Protogrammus
- Pseudocalliurichthys
- Repomucenus - 참돛양태(R. koreannus) 포함.
- Synchiropus
- Tonlesapia